# Фінн Коул
Фінлі Льюїс Джей Коул (англ. Finlay Lewis J. Cole; нар. 9 жовтня 1995, Лондон, Велика Британія) — англійський актор з Кінгстона.

## Біографія
У нього є чотири брати, старший з яких — Джо Коул — також є актором.
Вивчати акторську майстерність Фінн почав ще в школі, а в 17 років він вступив до Національного молодіжного театру Лондона.

## Кар'єра
Акторська кар'єра Фінна почалася у 2012 році, коли він отримав епізодичну роль у фільмі «Злочинець».
Пізніше Фінн отримав роль Майкла Грея в телесеріалі «Гострі козирки» британського каналу BBC Two, в якому знімається з 2022 року.
Серед інших великих проєктів актора можна також відзначити телесеріал «За законами вовків» і фільм «Дрімленд» («Країна мрій»).
У листопаді 2023 року на Netflix вийшов психологічний трилер «Замкнена» із Коулом у головній ролі.

## Фільмографія
| Рік       |    | Українська назва         | Оригінальна назва      | Роль               |
| --------- | -- | ------------------------ | ---------------------- | ------------------ |
| 2012      | ф  | Злочинець                | Offender               | бунтівник          |
| 2014—2022 | с  | Гострі картузи           | Peaky Blinders         | Майкл Грей         |
| 2015      | тф | Візит інспектора         | An Inspector Calls     | Ерік Бірлінг       |
| 2015      | с  | Льюїс                    | Lewis                  | Оллі Тедман        |
| 2016—2022 | с  | За законами вовків       | Animal Kingdom         | Джошуа "Джей" Коді |
| 2018      | ф  | Правила бійні            | Slaughterhouse Rulez   | Дон Воллес         |
| 2019      | ф  | Дрімленд                 | Dreamland              | Юджин Еванс        |
| 2020      | ф  | Дублінські дебошири      | Here Are the Young Men | Джозеф Кірні       |
| 2021      | ф  | Форсаж 9: Нестримна сага | Fast & Furious 9       | молодий Джейкоб    |
| 2023      | ф  | Замкнена                 | Locked In              | Джеймі             |
| 2025      | ф  | Останній подих           | Last Breath            | Кріс Лемонс        |